# Ignatowszczyzna
Ignatowszczyzna – dawna wieś. Tereny, na których leżała, znajdują się obecnie na Białorusi, w obwodzie witebskim, w rejonie brasławskim, w sielsowiecie Ciecierki.

## Historia
W czasach zaborów zaścianek w gminie Przebrodź, w powiecie dzisieńskim, w guberni wileńskiej Imperium Rosyjskiego.
W latach 1921–1945 zaścianek a następnie wieś leżała w Polsce, w województwie wileńskim, w powiecie dziśnieńskim, od 1926 roku w powiecie brasławskim, w gminie Przebrodzie.
Według Powszechnego Spisu Ludności z 1921 roku zamieszkiwało tu 41 osób, wszystkie były wyznania staroobrzędowego i zadeklarowały białoruską przynależność narodową. Było tu 6 budynków mieszkalnych. W 1931 w 7 domach zamieszkiwały 44 osoby.
Wierni należeli do parafii prawosławnej w Przebrodziu. Miejscowość podlegała pod Sąd Grodzki w Brasławiu i Okręgowy w Wilnie; właściwy urząd pocztowy mieścił się w Przebrodziu.